# Малогрибановское сельское поселение
Малогрибановское сельское поселение — муниципальное образование в Грибановском районе Воронежской области.
Административный центр — село Малая Грибановка.

## География
Через земли поселения проходит федеральная автомагистраль Москва—Астрахань.
Площадь земель сельского поселения составляет 10770 м² и состоит из двух населенных пунктов — села Малая Грибановка (центр поселения) с количеством проживающих − 1030 человек и поселка Первомайского отделения совхоза Грибановский с числом проживающих − 266 человек.

## Административное деление
Состав поселения:
- село Малая Грибановка.
- поселок Первомайского отделения совхоза «Грибановский».

## Достопримечательности
- Храм Покрова Пресвятой Богородицы (Малая Грибановка)